# Mathieu Lemoine
Mathieu Lemoine (Mont-de-Marsan, 17 de abril de 1984) es un jinete francés que compite en la modalidad de concurso completo.
Participó en los Juegos Olímpicos de Río de Janeiro 2016, obteniendo una medalla de oro en la prueba por equipos (junto con Karim Laghouag, Thibaut Vallette y Astier Nicolas). Ganó una medalla de bronce en el Campeonato Europeo de Concurso Completo de 2015.

## Palmarés internacional
| Juegos Olímpicos   | Juegos Olímpicos        | Juegos Olímpicos  | Juegos Olímpicos |
| Año                | Lugar                   | Medalla           | Categoría        |
| ------------------ | ----------------------- | ----------------- | ---------------- |
| 2016               | Río de Janeiro (Brasil) | Medalla de oro    | Por equipos      |
| Campeonato Europeo |                         |                   |                  |
| Año                | Lugar                   | Medalla           | Categoría        |
| 2015               | Blair (Reino Unido)     | Medalla de bronce | Por equipos      |